# Lotta Lotass
Britt Inger Liselott ”Lotta” Lotass Hagström, ursprungligen Hellberg, född 28 februari 1964 i byn Borgsheden i Mockfjärds församling i Dalarna, är en svensk författare, dramatiker, kulturskribent och litteraturvetare. Hon är bosatt i Hörken i Ljusnarsbergs kommun.

## Biografi
Lotass är filosofie doktor i litteraturvetenskap sedan 2002, då hon disputerade vid Göteborgs universitet med en avhandling om Stig Dagerman. 
Hon invaldes i Svenska Akademien den 6 mars 2009 och tog sitt inträde den 20 december samma år. Lotass efterträdde juristen Sten Rudholm på stol nummer 1. År 2017 berättade Lotass i en intervju i Borås Tidning att hon sedan november 2015 inte längre deltar i akademiens arbete på grund av att hon mött missnöjda reaktioner på sitt ledamotskap och sina personliga egenskaper, samt att hon själv kände att hon saknade den sociala bildning som krävdes.
År 2010 invaldes hon som ledamot av Kungliga Vetenskaps- och Vitterhets-Samhället i Göteborg. Hon beviljades utträde hösten 2018.
Den 19 april 2018 begärde hon sitt utträde ur Svenska Akademien; detta skedde efter att kungen meddelat att en ändring av stadgarna innebär att ledamöter kan lämna sina stolar. Den 7 maj samma år beviljades utträdet.
Lotass har även suttit i redaktionen för Litteraturbanken.

### Författarskap
Lotass debuterade som författare år 2000 och har sedan dess utgivit ett tiotal böcker, dramatik och hörspel samt publicerat texter på internet. Hennes författarskap karaktäriseras av "det outsagdas estetik", där läsaren bjuds in som medskapare till verken.
Efter den förhållandevis traditionella debuten Kallkällan följde ett par prosaverk om teknologiska landvinningar och drömmen om att överskrida människans jordiska begränsningar, Aerodynamiska tal (2001) och Tredje flykthastigheten (2004). Däremellan kom Band II. Från Gabbro till Löväng (2003) som istället handlar om fantasins överskridande kraft, och senare Min röst skall nu komma från en annan plats i rummet (2006) där moraliskt överskridande står i centrum.
Som huvudverket i författarskapet räknas en trilogi av romanexperiment baserade på Immanuel Kants tre kritiker: Den vita jorden (2007), Den röda himlen (2008) och Den svarta solen (2009). Den vita jorden väckte uppseende för att verket består av 148 onumrerade och opaginerade häften om sammanlagt 588 sidor samlade i en låda istället för mellan vanliga bokpärmar.
Lotass har även uppmärksammats för sin med Samuel Beckett besläktade dramatik, bland andra Samlarna (2005) och Arkipelag (2007), samt publicerat en rad prosatexter på internet.

## Priser och utmärkelser
- 2000 – Nöjesguidens pris Göteborg för Kallkällan
- 2001 – Borås tidnings debutantpris för Kallkällan
- 2001 – Aftonbladets litteraturpris
- 2003 – Göteborgs Stads författarstipendium
- 2004 – Eyvind Johnsonpriset
- 2004 – Göteborgs-Postens litteraturpris
- 2005 – Sveriges Radios Romanpris för Tredje flykthastigheten
- 2008 – Beskowska resestipendiet
- 2009 – Stina Aronsons pris
- 2014 – Stiftelsen Selma Lagerlöfs litteraturpris
- 2017 – Samfundet De Nios Särskilda pris
- 2018 – Dan Andersson-priset
- 2020 – Bo Setterlindstipendiet
- 2021 – Gerard Bonniers pris

### Nomineringar
- 2002 – Nominerad till Augustpriset för romanen Band II Från Gabbro till Löväng.
- 2004 – Nominerad till Augustpriset för romanen Tredje flykthastigheten.
- 2005 – Nominerad till Augustpriset för romanen skymning:gryning.
- 2006 – Nominerad till Nordiska rådets litteraturpris för romanen skymning:gryning.